# Doprava v Rumburku
Město Rumburk na Šluknovsku v okrese Děčín je důležitým železničním uzlem a zároveň cílem silnice I/9 z Prahy. Leží na trase hlavních dálkových autobusových linek propojujících Prahu se Šluknovskem a je též centrem regionální autobusové dopravy pro nejbližší okolí. Vlastní městskou hromadnou dopravu Rumburk nemá.

## Silniční síť
Jižně od zástavby města končila silnice I/9 z Prahy vyústěním do silnice II/263, která přichází od jihozápadu z Krásné Lípy a pokračuje na sever přes centrum Rumburka jako Pražská, Komenského a Jiříkovská ulice a do Jiříkova. V dnešní době je číslem I/9 dále označena silnice pokračující severovýchodním směrem přes bývalý hraniční přechod do Neugersdorfu, kde na ni navazuje saská silnice S148. V centru Rumburka se odděluje jakožto třída 9. května a po podjetí železnice dále Šluknovská ulice silnice II/266, vedoucí na severozápad přes Valdek do Šluknova. Z dalších komunikací je významná ještě Starokřečanská ulice vedoucí na západ proti toku Mandavy přes místní část Dolní Křečany na Staré Křečany a ulice Palackého/SNP a Vojtěcha Kováře, která vede jihozápadním směrem podél toku Mandavy přes místní část Horní Jindřichov přes bývalý hraniční přechod do Seifhennersdorfu. Do Neugersdorfu vede také silnice (ulice Východní), která se od silnice II/263 odděluje severně od města a vede kolem rumburské železniční zastávky.

## Veřejná doprava

### Autobusová doprava
První autobusové spojení je datováno k roku 1910. Linka vedla z Rumburka přes Horní Jindřichov a saský Seifhennensdorf do Varnsdorfu a provozoval ji Theodor Heese.
Po druhé světové válce se v oblasti postupně rozvinula, podobně jako v celém Československu, síť státní autobusové dopravy ČSAD, přičemž Rumburk spadal do Severočeského kraje, v němž dopravu zajišťoval především krajský národní podnik ČSAD KNV Ústí nad Labem. Ten byl v 90. letech privatizován a v rámci nového krajského zřízení rozdělen na ČSAD BUS Ústí nad Labem a. s. (dnešní DPÚK a. s.) a ČSAD Česká Lípa a. s. Do Rumburku vedly a dosud vedou linky obou těchto dopravců. Po krizi autobusové dopravy v Ústeckém kraji v roce 2006 byla vyhlášena výběrová řízení pro menší oblasti, přičemž na Šluknovsku se na prvním místě umístil Quick Bus a. s. a na druhém místě ČSAD Semily a. s. Poté kraj uzavřel na roky 2007–2014 smlouvu o zajištění základní dopravní obslužnosti s ČSAD Semily, a. s. Licence pro linky DPÚK zůstaly v platnosti, jejich jízdní řády však obsahují jen krátké spoje bez dopravního významu jedoucí jednou ročně pro udržení licencí. Kromě regionálních dopravců jezdí přes Rumburk i dvě dálkové linky soukromých dopravců (Quick Bus a. s. a Josef Hemelík) do Prahy, dálkové linky ze Šluknovska přes Rumburk do Prahy provozují i ČSAD Semily a. s. (z provozovny ve Varnsdorfu) a ČSAD Česká Lípa a. s.
Poloha mezi městy Šluknov a Varnsdorf určuje hlavní směr autobusové dopravy. Dálková autobusová doprava používá v Rumburku dva zastávkové uzly: autobusové nádraží „Rumburk, žel. st.“ a jižněji v centru zastávky „Rumburk, Bytex 01“. Dále se v Rumburku nacházejí ve směru od Šluknova a Jiříkova ještě zastávky „"Rumburk, zámeček“ a „Rumburk, Desta“, ve směru od Bytexu k Varnsdorfu pak „Rumburk, Horní Jindřichov, Pražská“ a „Rumburk, odstavné parkoviště“, „Rumburk, Krásnolipská“ nebo „Rumburk, DK“ („Rumburk, kulturní dům“), „Rumburk, Horní Jindřichov, Rybena“, „Rumburk, Horní Jindřichov, Bytex 06“. Ve směru na Staré Křečany se nacházejí zastávky „Rumburk, Šluknovská“, „Rumburk, Dolní Křečany“, „Rumburk, Dolní Křečany, hostinec“, na přímé trase ke Krásné Lípě mezi zastávkou Krásnolipská a Krásnou Lípou zastávka „Rumburk, restaurace Zátiší“. Dále se ve městě nacházejí ještě zastávky „Rumburk, nemocnice Podhájí“, „Rumburk, rozcestí k nemocnici“, „Rumburk, sídliště“. Vlastní městskou dopravu Rumburk nemá. Ačkoliv s Rumburkem sousedí německá obec Seifhennersdorf, žádné přímé spojení veřejnou dopravou s Rumburkem nemá. Schéma linek systému základní dopravní obslužnosti na Šluknovsku je zveřejněno na webu Ústeckého kraje.
Koalice v městském zastupitelstvu Varnsdorfu si v roce 2007 dala do programu jednání o tzv. „Sousedské lince MHD“ Großschönau – Varnsdorf – Seifhennersdorf – Rumburk, koncem roku 2007 skutečně jednání probíhala, avšak pouze za účasti starostů Varnsdorfu a dvou saských měst, s vedením linky do Rumburku již zpráva nepočítala. Od celostátního termínu platnosti jízdních řádů 12. prosince 2010 provozuje BusLine a. s. (vzniklá fúzí ČSAD Semily a. s.) linky 001409 Varnsdorf–Rumburk–Jiříkov–Ebersbach a 001410 Varnsdorf–Seifhennersdorf–Rumburk–Jiříkov–Šluknov–Velký Šenov (přečíslování původně vnitrostátních linek 512409 a 512410).
Autobusové nádraží v Rumburku, nesoucí název „Rumburk, žel. st.“, v roce 2004 mělo projít zásadní rekonstrukcí. Město začátkem roku jednalo o tom, že areál, který patřil městu, prodá společnosti ČSAD BUS Ústí nad Labem a. s., která jej hodlala v průběhu léta a podzimu přestavět. O prodeji ani přestavbě však od té doby nejsou zprávy a o dva roky později došlo ke změně hlavního dopravce v regionu.

### Taxislužba
Veřejně je v Rumburku inzerován jeden větší podnik provozující taxislužbu, a to živnost Pavla Jonáska pod značkou Pavel Taxi, která na svém webu inzeruje vozový park 7 vozidel taxislužby a je také jedinou taxislužbou inzerovanou na webu města. V Rumburku se vyskytuje i několik dalších živnostenských dopravních podniků, jejichž název naznačuje, že provozují i taxislužbu.

### Železniční doprava

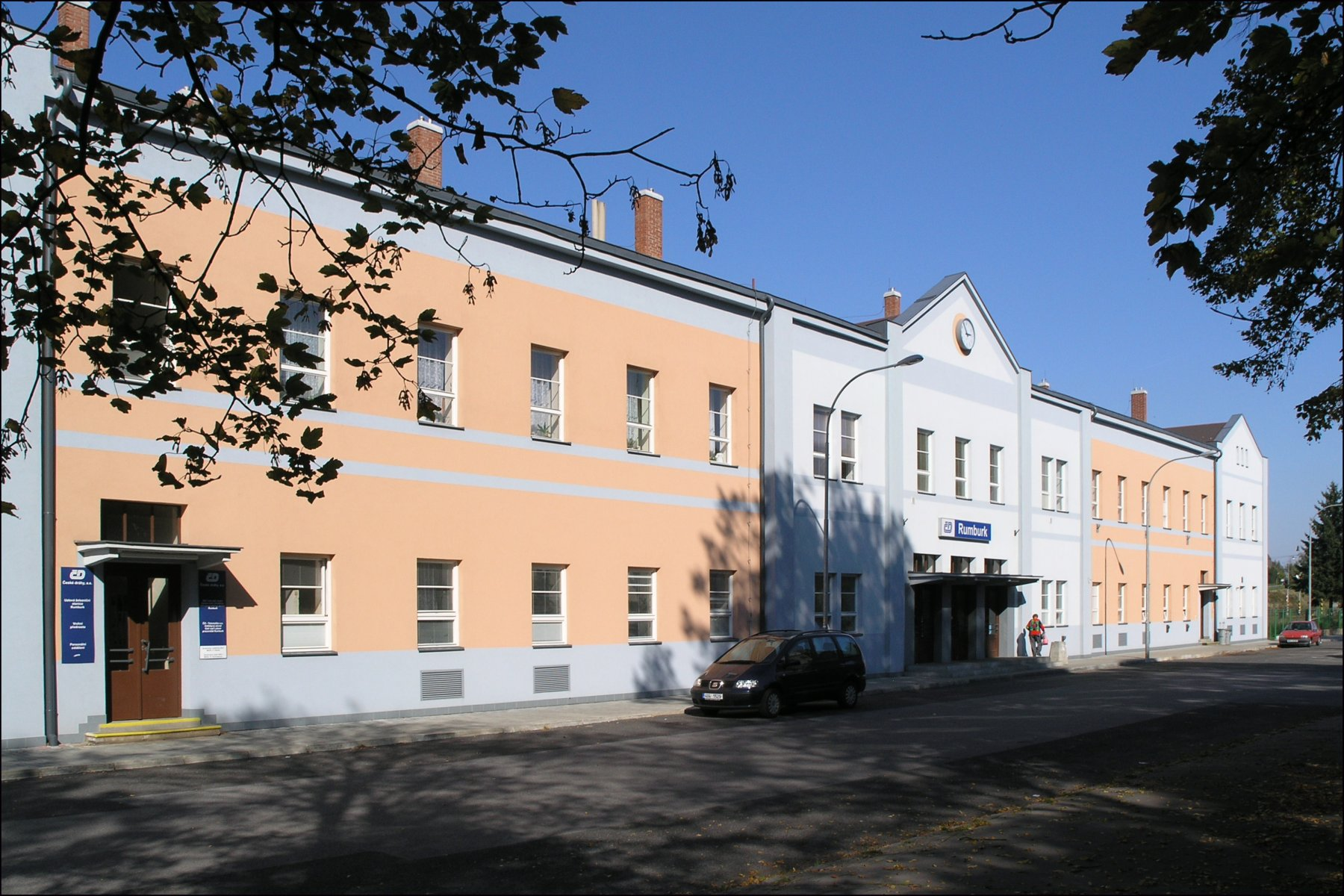
Nádraží Rumburk

První pražec byl slavnostně položen v dubnu 1867 a základní kámen nádražní budovy v srpnu 1868. První vlak na trase Rumburk – Bakov nad Jizerou (pozdější trať 080) projel 16. ledna 1869, téhož roku byla v provozu i vlečka do Dolních Křečan, základ pozdější tratě na Panský, otevřené jako veřejná dráha roku 1902. Roku 1873 byla otevřena trať do Ebersbachu a téhož roku i trať do Šluknova, později postupně prodloužená do Dolní Poustevny. V roce 1893 se měla začít budovat elektrická dráha ze Sebnice (Sebnitz) do Varnsdorfu, návrh však nebyl nikdy realizován. V roce 2006 byla rekonstruována nádražní budova.
V Rumburku se nachází nádraží „Rumburk“, umístěné v severní části centra města, a zastávka „Rumburk zastávka“, která se nachází na celostátní trati 088 severovýchodním směrem od centra, zhruba na půl cestě k Jiříkovu, kde na ni navazuje německá trať (mezinárodní spoje jsou v jízdním řádu SŽDC uvedeny pod traťovým číslem 827). Západním směrem se trať z rumburského nádraží dělí do tří větví: téměř severním směrem se stáčí regionální Trať 083 přes Mikulášovice do Dolní Poustevny, na západ míří regionální trať 084 přes Panský do Mikulášovic, na níž se ještě na území Rumburka nachází stanice Dolní Křečany, a na jihozápad vede celostátní trať 081 do Krásné Lípy a Rybniště, kde na ni navazují další tratě a která sama pokračuje do Děčína.

### Koncepce dopravní obslužnosti
Na podzim roku 2009 Ústecký kraj oznámil záměr, že na trasách z Mikulášovic do Rumburka a z Dolní Poustevny do Rumburka a Děčína posílí autobusovou dopravu proložením do taktového hodinového intervalu ve všedních dnech a omezí železniční dopravu.

## Cyklistická doprava
V hlavních směrech jsou vyznačeny cyklistické trasy: trasa 3014 přichází od západu přes kopec Dymník a prochází jižní částí centra kolem vlastivědného muzea a na východ přes Horní Jindřichov k Seifhennersdorfu, kde na ni navazuje saská cyklotrasa. Cyklotrasa 3042 přichází od severozápadu ze Šluknova z centra Rumburku se obrací na sever do Filipova a Jiříkova.
Podpora cyklistiky v oblasti není nijak výrazná, oblast není zařazena ani do systému ČD Bike Českých drah, jsou zde však prodejny a opravny jízdní kol a některé inzerují i půjčování.